# 唐纳德·麦克沃特斯
唐纳德·麦克沃特斯（英語：Donald McWatters，1941年1月23日—），澳大利亚男子曲棍球运动员。他曾代表澳大利亚国家队参加1964年夏季奥林匹克运动会曲棍球比赛，获得一枚铜牌。